# Świętojański Festiwal Organowy
Świętojański Festiwal Organowy (dawniej Świętojańskie Koncerty Organowe) – coroczny festiwal muzyki organowej, kameralnej, symfonicznej i wokalnej odbywający się w sezonie letnim w Toruniu i okolicznych miastach.

## Historia
Na pomysł zorganizowania festiwalu wpadł Marian Dorawa – historyk sztuki i konserwator zajmujący się na przełomie lat 70. i 80. XX wieku konsultacjami przy renowacji organów w kościele świętych Janów w Toruniu. Pierwszy festiwal pod nazwą „Świętojańskie Koncerty Organowe” odbył się 25 sierpnia 1985 – w roku ogłoszonym przez UNESCO „Rokiem muzyki europejskiej”. Zaingurował go prof. Feliks Rączkowski koncertem na barokowych organach bocznych kościoła świętych Janów. Motywem przewodnim pierwszego festiwalu była twórczość Bacha i Händela, których 300. rocznica urodzin przypadła właśnie w 1985. Do 1995 Marian Dorawa był dyrektorem artystycznym.
Do 1991 festiwal finansowany był z funduszy parafialnych. Repertuar, ograniczony możliwościami wykonawczymi barokowych organów bocznych obejmował wówczas muzykę dawną do baroku włącznie. Na instrumencie koncertowali m.in. Leszek Werner, Julian Gembalski, Roman Perucki, Piotr Grajter, Andrzej Chorosiński, Wiktor Łyjak, Ekkehard Schneck, Marta Szoka, Gabriela Rzechowska-Klauza, Marietta Kruzel-Sosnowska, Stanisław Moryto, Christoph Schoener, Vicent Ros Pérez, Johannes Skudlik oraz Paul Nancekievill.
Od 1991, kiedy po generalnym remoncie oddano do użytku organy główne kościoła świętych Janów, finansowanie festiwalu przejął Wydział Kultury Urzędu Miejskiego w Toruniu. Do 1997 festiwal gościł organistów z Polski, Hiszpanii, Niemiec, Szwecji, Wielkiej Brytanii oraz Stanów Zjednoczonych, którzy wykonali łącznie, podczas 11 edycji, 65 koncertów. Od 1996 do 2001 dyrektorem artystycznym festiwalu był prof. Roman Grucza. W 2002 stanowisko to objął ks. dr Mariusz Klimek. 
W 2005 festiwal, po raz pierwszy w swojej historii, zorganizowany został również poza placówką macierzystą w kościele świętych Janów: w toruńskich kościele akademickim i kościele Miłosierdzia Bożego i św. Faustyny Kowalskiej oraz poza Toruniem, w grudziądzkiej farze. Repertuar, również po raz pierwszy w historii, rozszerzono: do muzyki organowej dołączono muzykę wokalno-instrumentalną i wokalną (występy chórów „Tibi Domine” oraz grudziądzkiego „Alla Camera”).
W latach 2013–2016 dyrektorem artystycznym był ks. Czesław Grajkowski; od 2017 jest nim ks. dr Mariusz Klimek.
Od 2020 organizatorem Świętojańskiego Festiwalu Organowego jest Stowarzyszenie „Kultura Żyje”. Od 2022 koncerty nie odbywają się już w ogóle w toruńskiej katedrze pw. Świętych Janów. W to miejsce bazylika katedralna gości co roku uczestników Świętojańskich Koncertów Organowych im. Mariana Dorawy.